# Palcíř
Palcíř (725 m n. m.) je vrch v Brdech v Třemšínské vrchovině 2,5 km východně od obce Skořice. Jeho jihozápadní, jižní a jihovýchodní svahy jsou odlesněny (ale hustě porostlé trnkou) a byly ještě nedávno využívány jako cílové plochy dvou střelnic Vojenského újezdu Brdy (Kolvín a Padrť). Tak, jako i na jiných brdských horách, zde také nalezneme řadu (většinou slepencových) skalních útvarů. Na severozápadním úpatí vrchu se nachází přírodní památka Louky pod Palcířem.
Vrch se nachází v bočním hřebeni, vybíhajícím na jihu z vrchu Na skalách (744 m) a vedoucím přes obec Teslíny (709 m), bezejmenný vrch o kótě 718,8 m a Okrouhlík (707 m). Právě na Palcíři se tento hřeben dále větví. K severu až severovýchodu pokračuje horou Kamenná (735 m), kterou končí v Třítrubeckém údolí; na severozápadě se pak druhý hřeben snižuje na Dubinu (634 m), Záborčí (570 m) a Převážení (607 m) a končí skalním útvarem Florián u ústí Ledného potoka do Klabavy nad obcí Dobřív. Ledný potok také v severních svazích Palcíře pramení.
V jihozápadním svahu vrchu se nacházela obec Kolvín, která byla při rozšiřování vojenského újezdu v 50. letech 20. století vysídlena a srovnána se zemí.
Jihovýchodní svahy se sklánějí do půvabného Padrťského údolí a spoluvytvářejí známé Padrťské pláně.
Západně od vrcholu se nalézá jezírko v bývalém lomu, které je však v poslední době z větší části vyschlé.
Ze svahů vrchu se nabízejí daleké rozhledy do západních Čech k Rokycanům a Plzni i do nitra Brd směrem k vrchům Kočka (790 m) a Praha (862 m) i na jih na Třemšín (827 m).

## Přístup
Je nejsnadnější od obce Skořice po lesní silnici – tam, kde uhýbá na Padrť, se odbočí po stoupající stezce.
Vrch se nachází ve vojenském prostoru a v oblasti dvou cílových ploch (Kolvín a Padrť), které jsou v současné době zakonzervovány a nevyužívají se – a je veřejnosti oficiálně nepřístupný, přestože i zde se setkáme s řadou návštěvníků. Nedaleko vede od 1. června 2008 o víkendech a svátcích zpřístupněná cyklostezka z obce Trokavec přes hráz Hořejšího Padrťského rybníka do Bukové u Rožmitálu pod Třemšínem s odbočkou na Teslíny.

## Zajímavost
Nedaleko, asi 400 m jižně od obce Skořice, se nachází lokalita, kde stával hrad Dršťka, který odolal i husitským vojskům. Je zde také prameniště Skořického potoka. V současnosti jsou zbytky zříceniny v terénu již téměř neznatelné a nalezneme zde pouze zajímavé a romantické skalní útvary.

## Fotogalerie

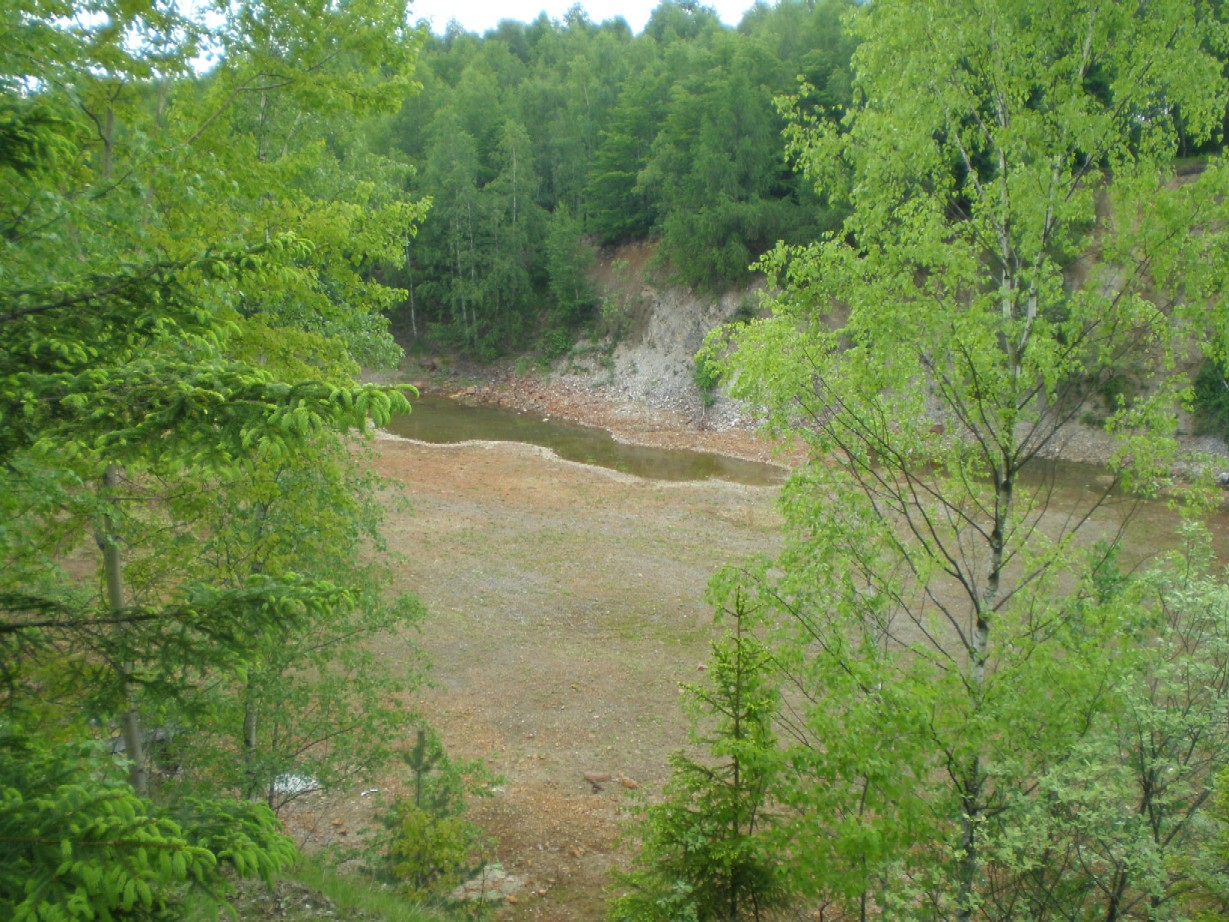
Palcíř
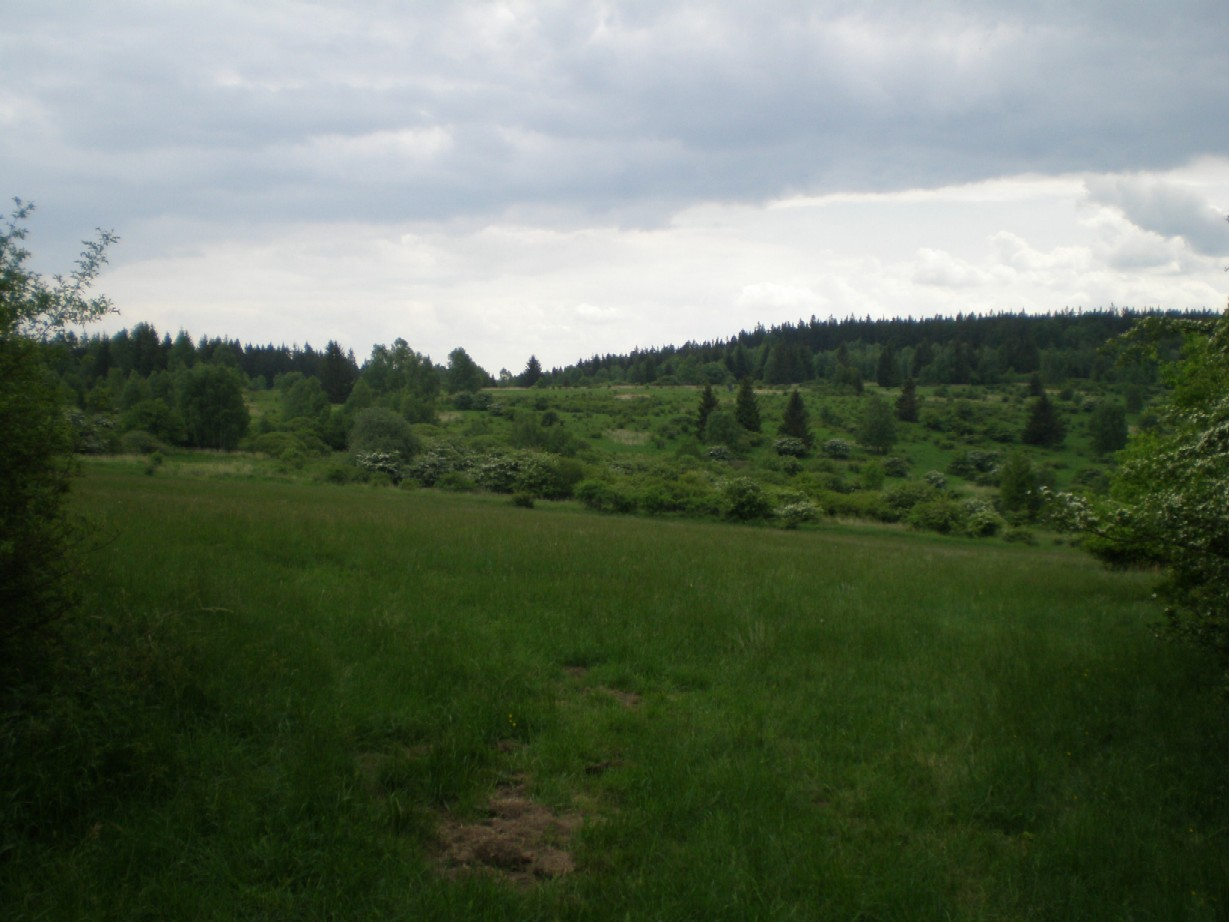
Palcíř
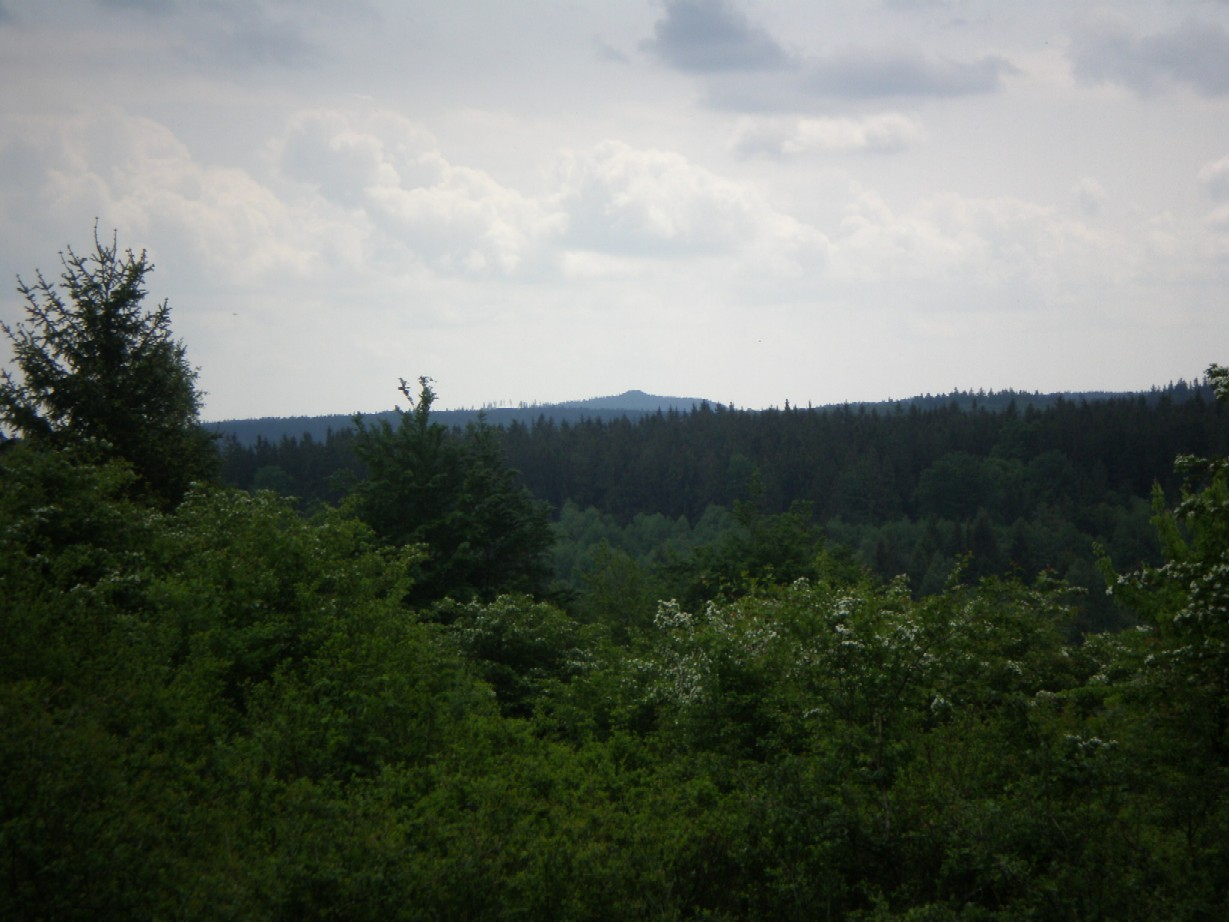
Palcíř
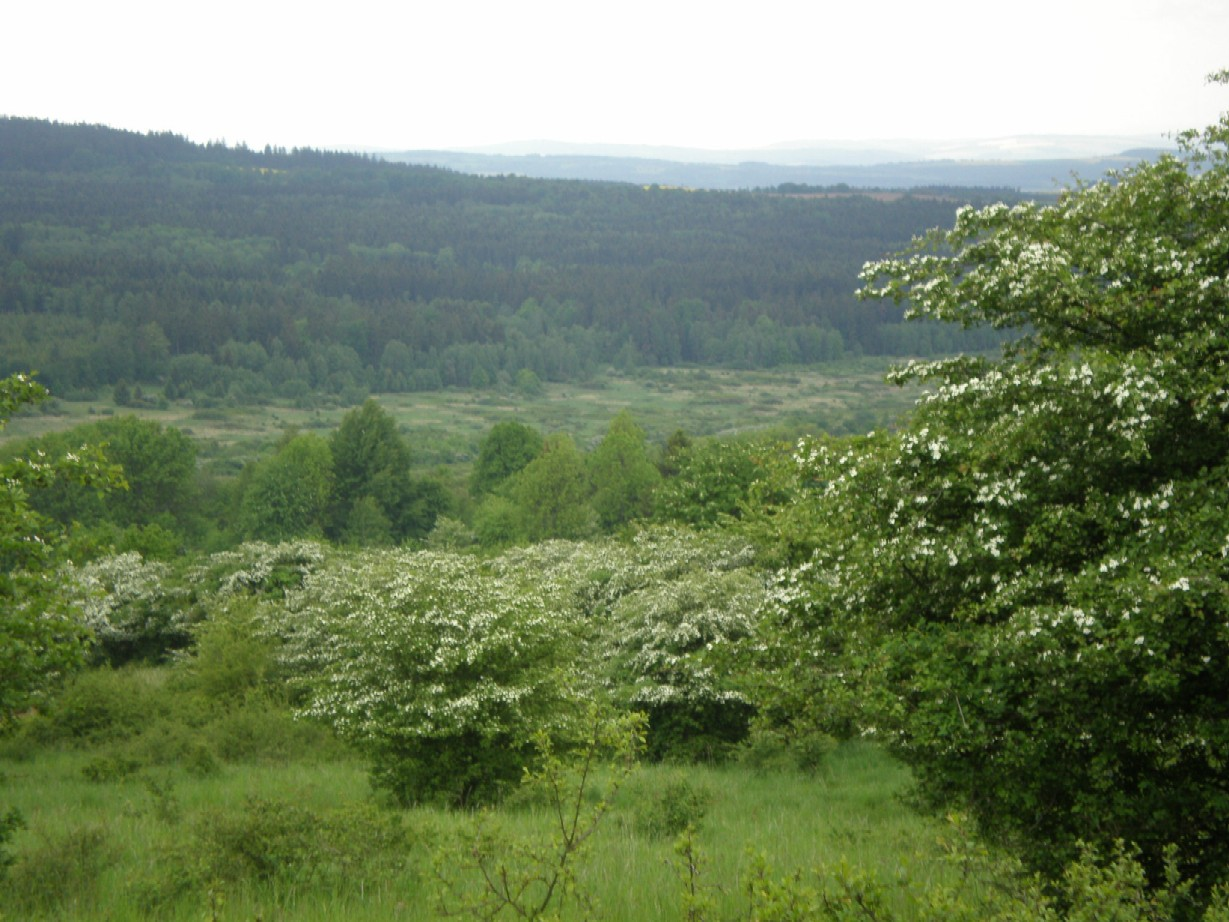
Palcíř
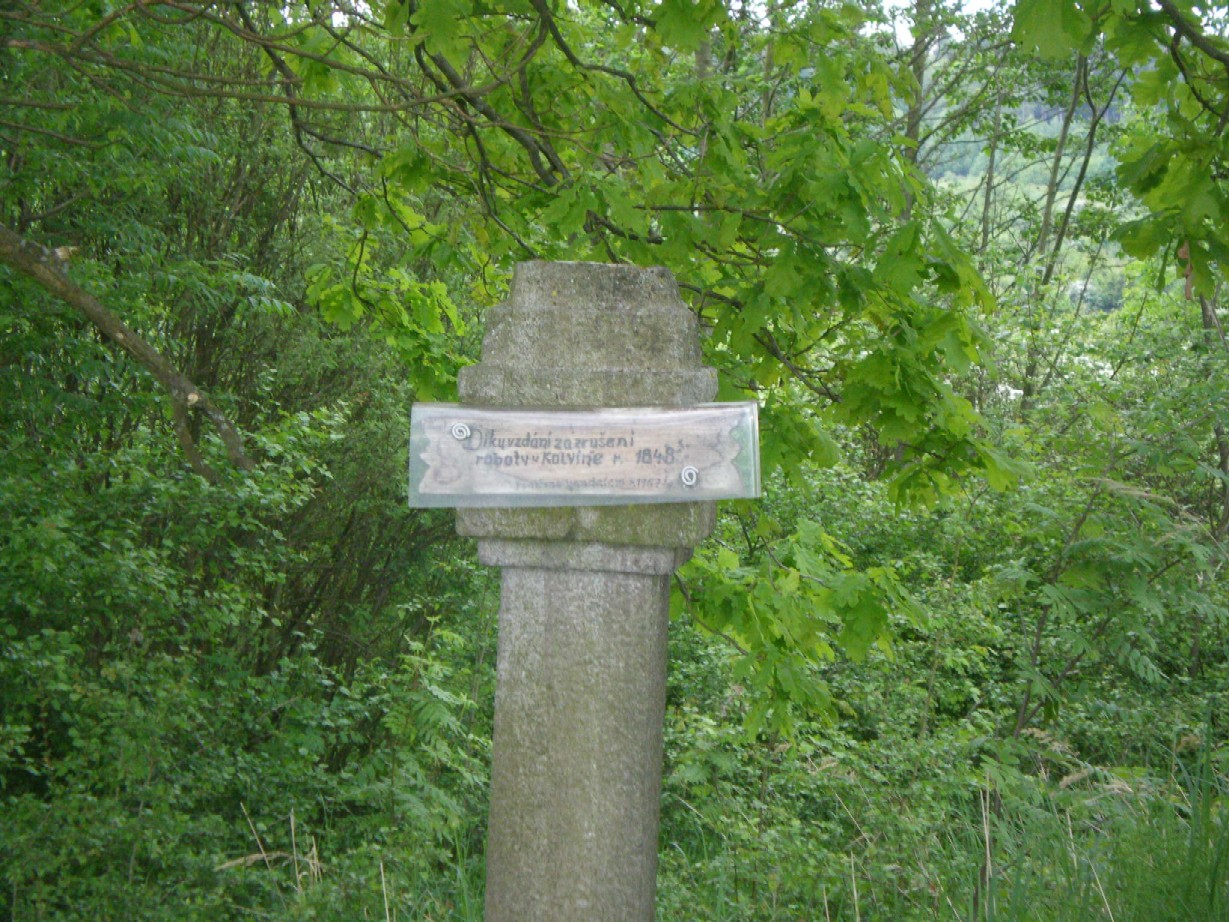
Palcíř
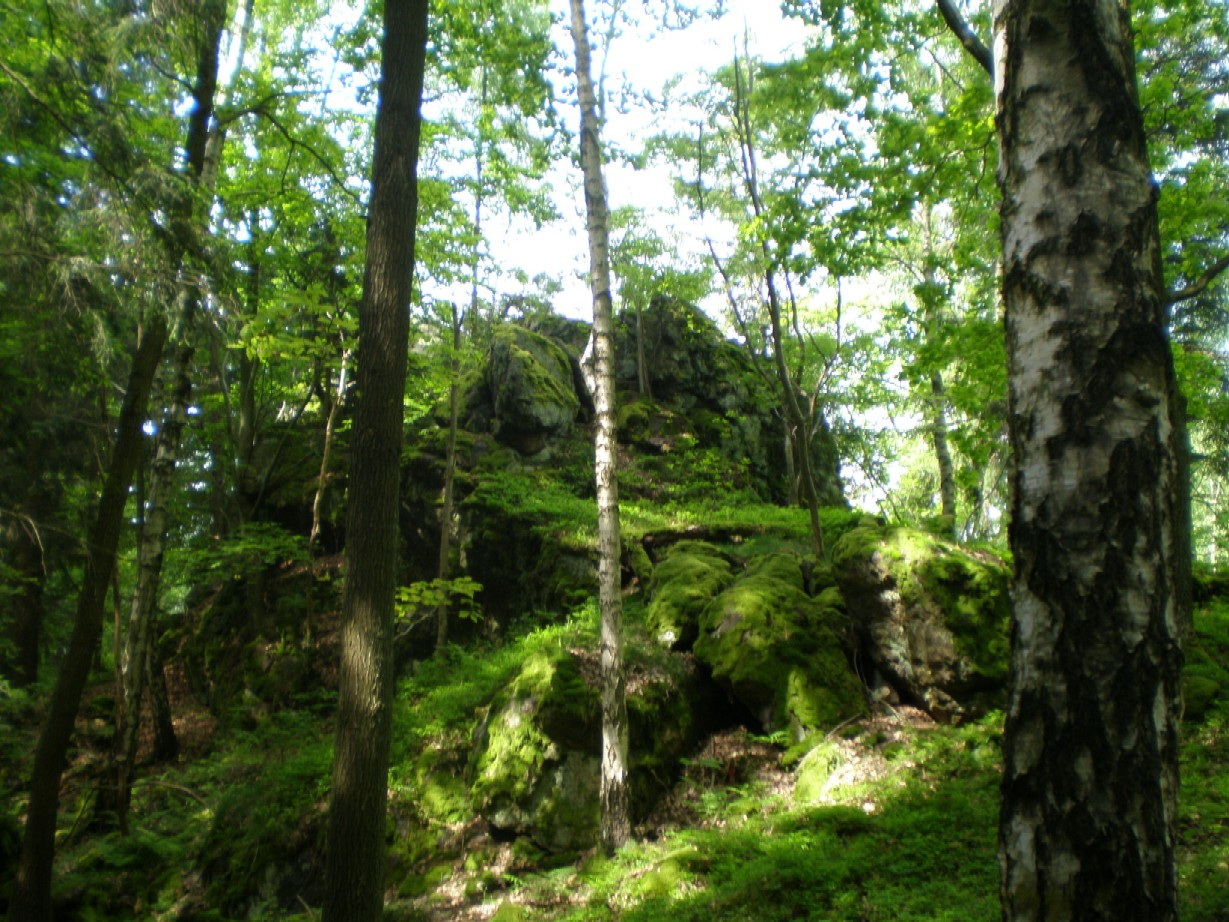
Palcíř
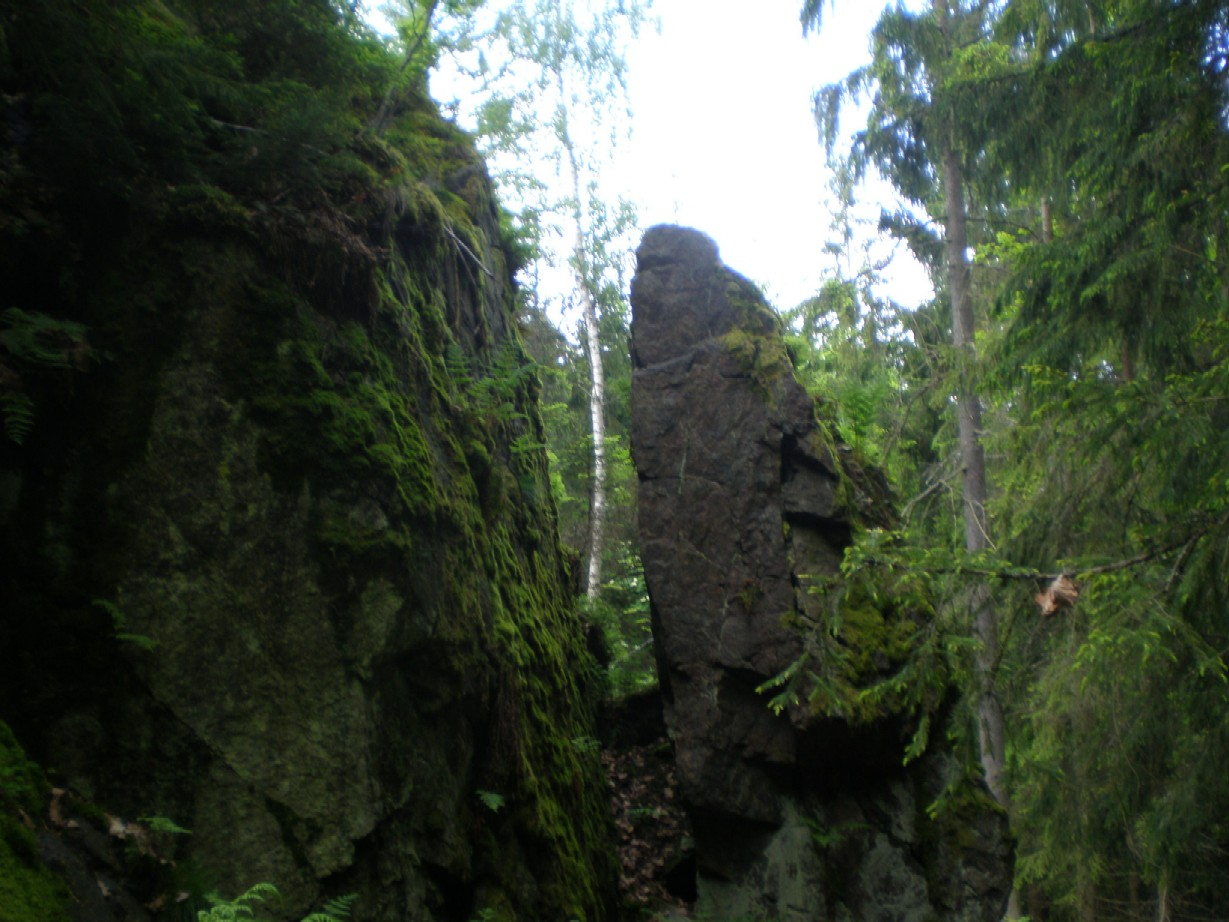
Palcíř
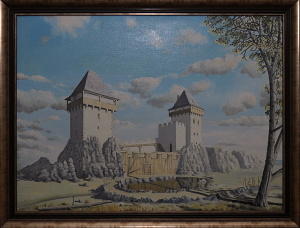
Rekonstrukce hradu Dršťka